# Dennis Kimetto

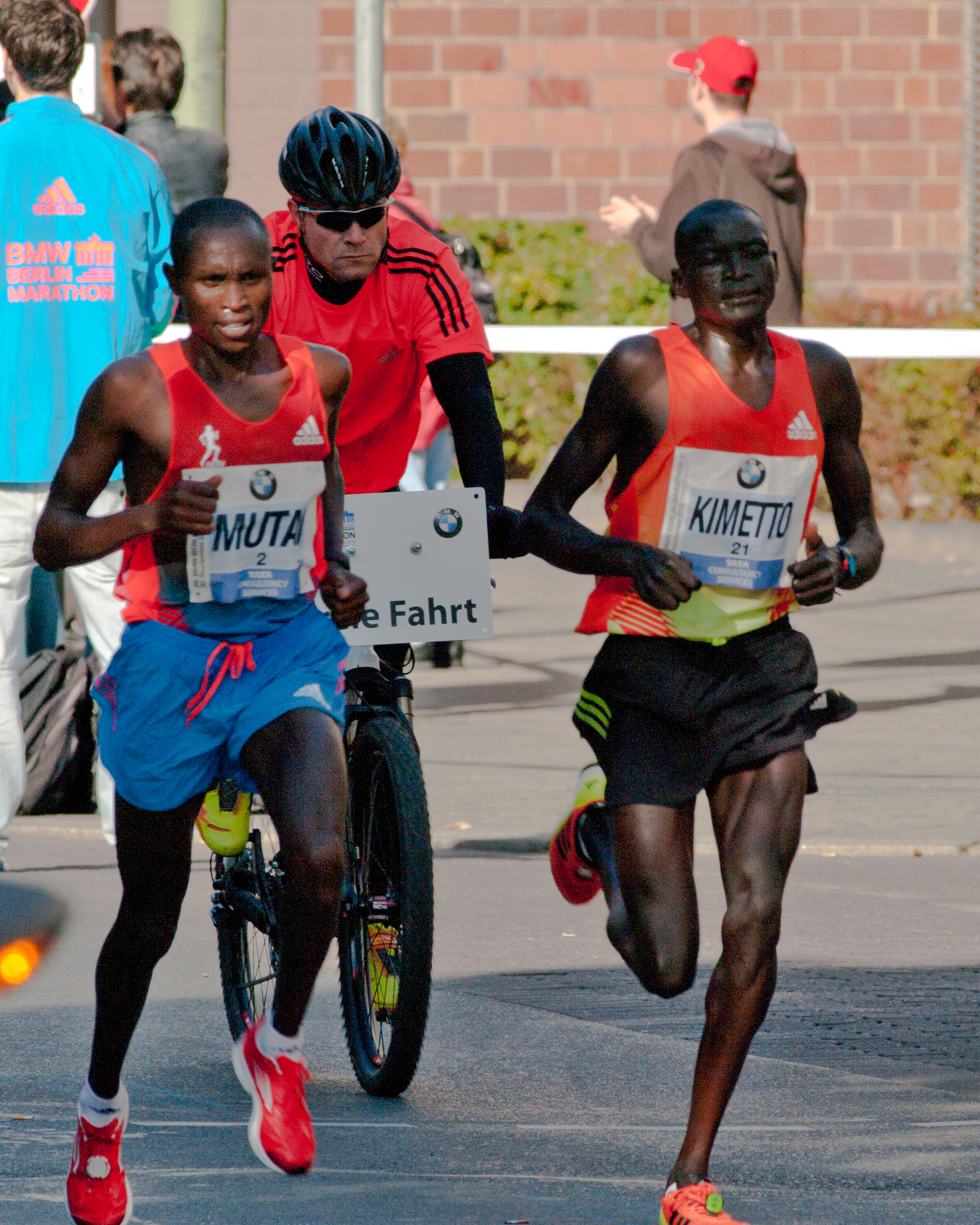
Dennis Kipruto Kimetto (à droite) lors du marathon de Berlin 2012.

Dennis Kipruto Kimetto ou Dennis Kipruto Koech (né le 22 janvier 1984) est un athlète kényan, spécialiste des courses de fond. Il était le détenteur du record du monde du marathon (en 2 h 2 min 57 s), établi le 28 septembre 2014 lors du marathon de Berlin et il est celui du 25 km avec le temps de 1 h 11 min 18 s, établi le 6 mai 2012 lors du BIG 25 Berlin.

## Biographie
En 2013, il remporte le Marathon de Tokyo en établissant un nouveau record de l'épreuve en 2 h 6 min 50 s. En octobre 2013, il s'impose lors du Marathon de Chicago en 2 h 3 min 45 s, record de l'épreuve et nouvelle meilleure marque personnelle. 
Le 28 septembre 2014, il remporte le marathon de Berlin et fixe le record mondial de la discipline à 2 h 2 min 57 s.

### Palmarès
| Date | Compétition         | Lieu    | Résultat | Épreuve       | Performance            |
| ---- | ------------------- | ------- | -------- | ------------- | ---------------------- |
| 2012 | BIG 25 Berlin       | Berlin  | 1er      | 25 kilomètres | 1 h 11 min 18 s        |
| 2012 | Marathon de Berlin  | Berlin  | 2e       | Marathon      | 2 h 4 min 16 s         |
| 2013 | Marathon de Chicago | Chicago | 1er      | Marathon      | 2 h 3 min 45 s         |
| 2013 | Marathon de Tokyo   | Tokyo   | 1er      | Marathon      | 2 h 6 min 50 s         |
| 2014 | Marathon de Berlin  | Berlin  | 1er      | Marathon      | 2 h 2 min 57 s (ex RM) |
| 2015 | Marathon de Londres | Londres | 3e       | Marathon      | 2 h 5 min 50 s         |
| 2016 | Marathon de Londres | Londres | 9e       | Marathon      | 2 h 11 min 44 s        |

### Records
| Épreuve       | Performance     | Lieu    | Date              |
| ------------- | --------------- | ------- | ----------------- |
| 10 000 m      | 28 min 30 s 0   | Nairobi | 16 juillet 2011   |
| Semi-marathon | 59 min 14 s     | Berlin  | 1er avril 2012    |
| 25 km         | 1 h 11 min 18 s | Berlin  | 6 mai 2012        |
| Marathon      | 2 h 02 min 57 s | Berlin  | 28 septembre 2014 |